# 第32軍 (日本軍)
第32軍（だいさんじゅうにぐん）は、大日本帝国陸軍の軍の一つ。

## 沿革
大東亜戦争（太平洋戦争・第二次世界大戦）末期、1944年（昭和19年）3月15日に編成された第32軍は、沖縄本島に司令部を置き奄美群島から先島諸島をその守備範囲として連合国軍の上陸に備えた。

司令部は沖縄県首里市（現・那覇市）の首里城内に置かれ、大規模な地下壕が掘られた。軍の作戦は高級参謀・大佐八原博通によって立案された。当初は積極攻勢が提案されていたが、第9師団の台湾抽出後は「戦略持久」を堅持した。
1945年（昭和20年）4月1日、連合軍が沖縄本島に上陸するも、第62師団を配置し、首里の北東嘉数～前田を主陣地第一線として血みどろの防衛線を展開した。東京の大本営や参謀本部など中央からの命令で5月4日、軍は戦略持久を一転、総攻撃(一部戦力を残したと言われている)を実施したものの、八原大佐らの危惧した通り、結果は惨憺たるものであった（陸軍戦力が先ず5対1艦砲射撃、艦載機による銃爆撃を食らった為）。だが部隊の一部では米軍を蹴散らし物資集積所を奪うなどはあった。

5月下旬に首里が陥落すると南部の摩文仁へ撤退し、抵抗を続けるものの、6月23日未明、司令官・中将牛島満と参謀長・少将長勇が自決した。ここに本軍団は崩壊し、同時に帝國陸軍としての組織的抵抗が終結。沖縄はその後27年間にわたる米軍政への道を歩み出すことになる。摩文仁の司令部跡地は戦後、沖縄戦跡政府立公園の施設『沖縄平和祈念公園』として整備された。

## 第32軍の人事

### 歴代司令官
- 渡辺正夫 中将（陸士21期、陸大31期：1944年（昭和19年）3月22日 - 1944年（昭和19年）8月8日
- 牛島満 大将（陸士20期、陸大28期：1944年（昭和19年）8月8日 - 1945年（昭和20年）6月23日自決

### 歴代参謀長
- 北川潔水 少将（陸士29期、陸大41期）：1944年（昭和19年）3月22日 - 1944年（昭和19年）7月8日
- 長勇 少将（陸士28期、陸大40期）：1944年（昭和19年）7月8日 - 1945年（昭和20年）6月23日自決

### 参謀部

#### 高級参謀
- 八原博通 大佐（陸士35期、陸大41期）：1944年（昭和19年）3月22日 - 1945年（昭和20年）6月23日

#### 後方参謀
- 木村正治 中佐（陸士36期）：1944年（昭和19年）7月8日 - 1945年（昭和20年）6月23日

#### 航空参謀
- 釘宮清重 中佐（陸士38期）：1944年（昭和19年）3月22日 - 1944年（昭和19年）10月5日
- 林忠彦 少佐（陸士45期、陸大53期）：1944年（昭和19年）6月26日 - 1990年（平成2年）12月18日
- 釜井耕輝 中佐（陸士38期）：1944年（昭和19年）9月2日 - 1945年（昭和20年）2月13日
- 神直道 少佐→中佐（陸士44期、陸大55期）：1945年（昭和20年）2月26日 - 1998年（平成10年）9月29日

#### 情報参謀
- 薬丸兼教 少佐（陸士48期、陸大58期）： 1944年（昭和19年）7月24日 - 1945年（昭和20年）6月23日戦死

#### 船舶参謀
- 八坂繁広 少佐→中佐（陸士40期）：1944年（昭和19年）4月1日 - 1945年（昭和20年）1月29日

※兼第1船舶輸送司令部参謀。第96師団参謀へ転出。

#### 通信参謀
- 三宅忠雄 少佐（陸士48期、陸大57期）：1944年（昭和19年）3月22日 - 1945年（昭和20年）6月21日戦死

#### 作戦補佐参謀
- 枦山徹夫 少佐（陸士47期、陸大58期）：1944年（昭和19年）7月31日 - 1944年（昭和19年）12月20日
- 長野英夫 少佐（陸士52期、陸大59期）：1945年（昭和20年）4月7日 - 1945年（昭和20年）6月19日戦死

### 副官部
- 高級副官：葛野隆一 中佐（陸士31期：1944年（昭和19年）3月22日 - 1945年（昭和20年）6月23日）
- 次級副官：坂口勝 大尉（陸士？期、特志19期：1944年（昭和19年）3月22日 - 1945年（昭和20年）6月23日）

### 司令部各部
- 兵器部長
  - 梅津真 大佐（陸士26期：1944年（昭和19年）7月27日 - 1945年（昭和20年）1月29日）※第13方面軍に転出。
  - 桜井貢 大佐（陸士26期：1945年（昭和20年）1月29日 - 1945年（昭和20年）6月23日）
- 経理部長：佐藤三代治 主計大佐（1944年（昭和19年）7月27日 - 1945年（昭和20年）6月23日）

※牛島司令官と長勇参謀長の自決直後に拳銃で自決。
- 法務部長：和田和美 法務少佐（1944年（昭和19年）7月27日 - 1945年（昭和20年）6月23日）
- 軍医部長：篠田重恵 軍医大佐（1944年（昭和19年）7月27日 - 1945年（昭和20年）6月23日）
- 獣医部長：佐藤雄寿 獣医大佐（1944年（昭和19年）7月27日 - 1945年（昭和20年）6月13？23?日）

※1945年（昭和20年）6月13日に戦死。死後獣医少将へ進級。八原手記では牛島司令官・長参謀長と自決。

## 隷下部隊
- 第24師団（山）[1]
- 第28師団（豊）[2]
- 第62師団（石）[3]
- 独立混成第44旅団
- 独立混成第45旅団：宮崎武之少将
- 独立混成第59旅団：多賀哲四郎少将
- 独立混成第60旅団：安藤忠一郎少将
- 独立混成第64旅団：高田利貞少将
- 第5砲兵団：和田孝助中将